# Nils Olav

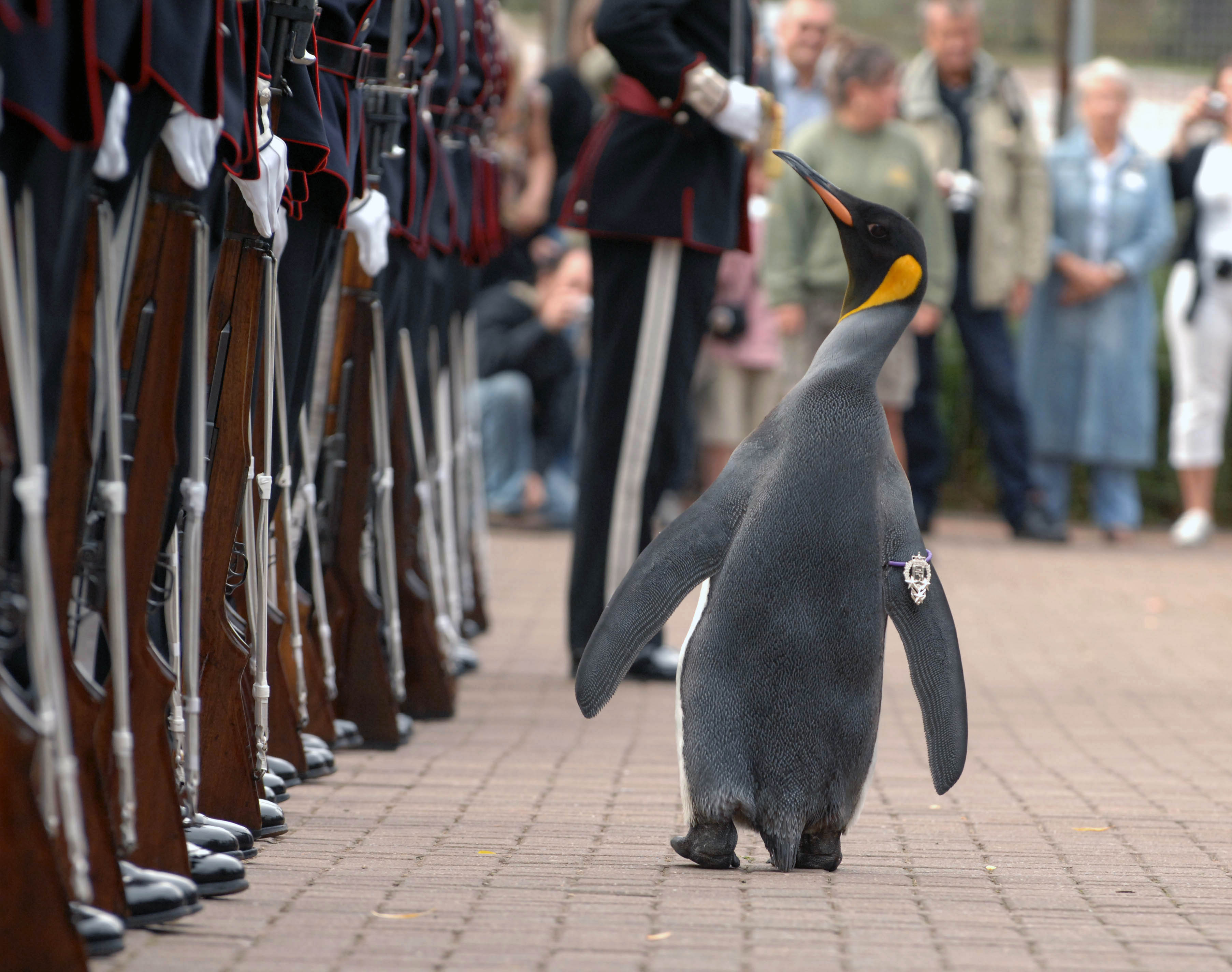
Nils Olav och Kongens Garde.

Kungspingvinen Nils Olav är hederschef för Hans Majestet Kongens Garde. Han bor i Edinburgh.
När Hans Majestet Kongens Garde deltog i Edinburgh Military Tattoo 1972 blev Nils Olav på Edinburgh Zoo deras maskot och han fick titeln vicekorpral. Sedan har han befordrats varje gång Gardet besökt Edinburgh, 2005 till colonel in chief. Han blev dubbad till riddare 2008.
Sedan 1972 har pingvinen, när den blivit för gammal och dött, bytts ut två gånger. Han befordrades till brigadgeneral 2016 och sedan till generalmajor 2023. Sedan 2023 är hans fulla titel generalmajor Sir Nils Olav III.